# Dysphania translucida
Dysphania translucida là một loài bướm đêm trong họ Geometridae.